# X-19 (航空機)
X-19
Curtiss-Wright X-19
- 用途：実験機
- 分類：垂直離着陸機
- 製造者：カーチス・ライト
- 運用者：アメリカ空軍・陸軍・海軍
- 初飛行：1963年11月20日
- 生産数：1機（2機発注）
- 運用状況：退役

X-19はアメリカ合衆国のカーチス・ライト社が開発した垂直離着陸実験機。ティルトローター機であり、4つのプロペラを有していた。初飛行は1963年11月20日。

## 概要
カーチス・ライトは自社資本でティルトローター機の開発を進めており、試作機の社内名称X-100を1959年12月に完成させた。X-100は1基のターボシャフトエンジンを持ち、それにより2基のティルトローターを駆動させ、尾部の可動ノズルより排気することにより、ホバー制御や微速前進を行うことができた。
X-100は十分な試験成果をもたらし、これを基に6人乗りの実証機X-200が開発されることとなった。X-200が発表されるとアメリカ空軍が関心を示し、1962年7月にX-19として2機が発注された。これは後に陸軍・海軍も加わり三軍合同で試験が行われることとなった。
X-19は串形配置の主翼を持ち、各主翼端には3翅のティルトローターが取り付けられている。前翼後縁にフラップがあり、後翼後縁には、内側に昇降舵、外側に補助翼が配置されていた。ターボシャフトエンジンの取り付け位置は胴体後部である。
初飛行は1963年11月20日に行われた。これはホバー飛行であったが着陸事故を起こし、2回目の飛行は1964年6月26日のこととなった。軍による試験は1965年8月から開始されたが、8月25日に墜落、機体は破壊された。2号機は計画の遅延により、製造途中でキャンセルされた。X-19の飛行回数は50回、4時間弱であった。
2号機は国立アメリカ空軍博物館にてレストア作業されている。

## 要目
- 全長：12.83m
- 全幅：6.55m（後翼） （前翼部幅は5.94m）
- 全高：5.2m
- ローター直径：3.96m
- 自重：4.6t
- 最大離陸重量：6.2t
- エンジン：ライカミングT-55 ターボシャフトエンジン（2,200軸馬力）2基
- 最大速度：720km/h
- 航続距離：523km